# Catherine Binet
Pour les articles homonymes, voir Binet.
Catherine Binet, née le 12 mars 1944 à Tours et morte le 20 février 2006 dans le 14e arrondissement de Paris, est une monteuse et cinéaste française. Elle a été la dernière compagne de l'écrivain Georges Perec.

## Biographie
George Perec lui apporte son aide pour le financement de son premier long métrage Les jeux de la comtesse Dolingen de Gratz.
Elle est amie avec Marina Vlady qui lui consacre un roman C'était Catherine B..
Une allée "Catherine Binet" est créée en 2021 à Tours nord dans le secteur Forum Méliès

## Filmographie

### Réalisation

#### Long métrage
- Les Jeux de la comtesse Dolingen de Gratz, 1980

#### Courts métrages sur l'art
- Film sur Hans Bellmer, 1972
- Trompe-l'œil, 1982
- Les Passages parisiens, 1982
- Jacques Carelman, 1983
- Hanae Mori, haute couture, 1986

#### Documentaire
- Te souviens-tu de Gaspard Winckler ?, 1990, sur son compagnon Georges Perec

### Actrice
- 1970 : Le Printemps de Marcel Hanoun

## Publication
- Catherine Binet, Les Fleurs de la Toussaint, Paris, Champtin, 2004, 314 p. (ISBN 9782951966826 et 2951966822)